# Bakczysaraj (sonet)

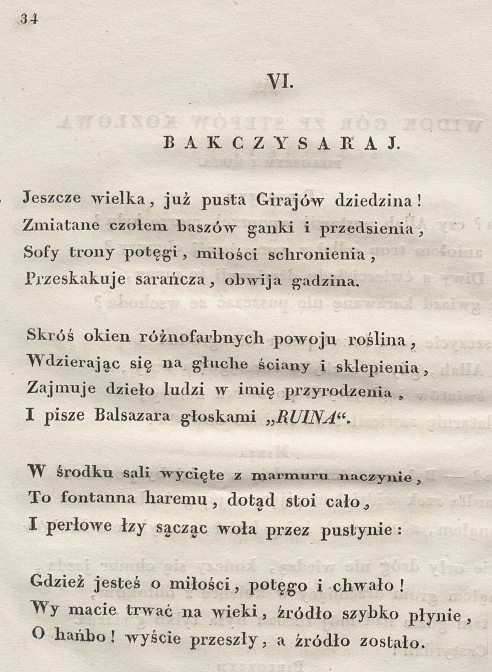
Bakczysaraj w pierwodruku „Sonetów Adama Mickiewicza” z 1826 roku

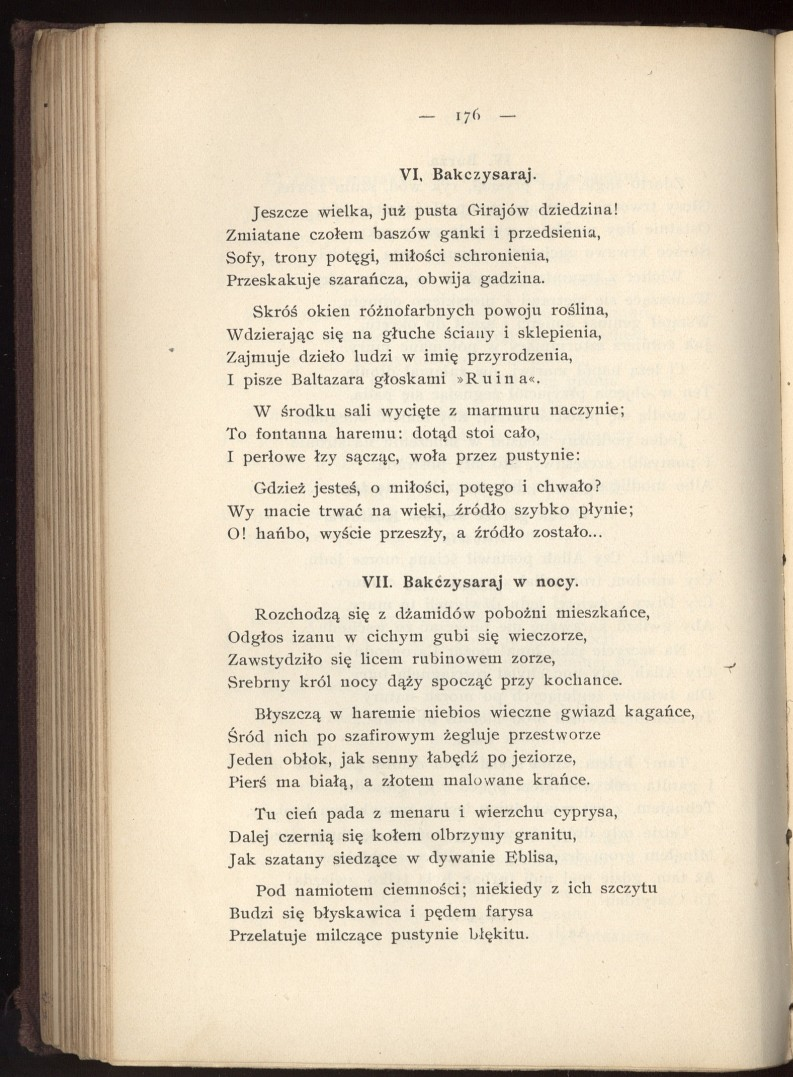
Bakczysaraj w tomie 1 zbioru „Poezye Adama Mickiewicza” z 1899 roku

Bakczysaraj (incipit Jeszcze wielka, już pusta Girajów dziedzina!) – szósty sonet z cyklu sonetów krymskich autorstwa Adama Mickiewicza. Po raz pierwszy został opublikowany w 1826 roku, natomiast dokładna data powstania poematu nie jest znana.

## Treść sonetu
Szósty sonet z cyklu, zainspirowany został zwiedzaniem Bakczysaraju. Jednakże uwagę poety nie zwraca miasto ani też zamieszkujący je ludzie, a opuszczony pałac chanów krymskich. Podróżny (jedno z wcieleń Krymskiego Pielgrzyma, człowieka o gorzkiej i skomplikowanej przeszłości, świadomego wyobcowania i samotności, który jednak zachował poznawczą ciekawość świata), utożsamianego z podmiotem lirycznym obserwuje w trzech pierwszych czterowierszach obecny stan zaniedbanego pałacu, zestawiając go z jego minioną świetnością, przeciwstawiając kruchość pałacu wobec potęgi natury. Dwuwersowe zakończenie, które zostało skonstruowane jako wypowiedź „Fontanny łez”, co poprzez ten zabieg stylistyczny nadaje mu charakter obiektywny, podkreśla przemijanie dzieł ludzkich i może zawierać również aluzję polityczną o nieuchronnym upadku państw zaborczych w dającej się przewidzieć przyszłości.

## Miejsce w cyklu
Sonet Bakczysaraj zgodnie z podziałem Władysława Folkierskiego oraz Czesława Zgorzelskiego jest pierwszym sonetem z czterech opisujących ruiny Bakczysaraju (Bakczysaraj, Bakczysaraj w nocy, Grób Potockiej, Mogiły haremu). Natomiast zgodnie z podziałem Juliusza Kleinera utwór jest pierwszym z czterech sonetów podróżniczych (Bakczysaraj, Bakczysaraj w nocy, Grób Potockiej, Mogiły haremu).

## Analiza wersyfikacyjna
Sonet jest napisany trzynastozgłoskowcem i zbudowany zgodnie z zasadami budowy sonetu poezji prowansalskiej oraz zasadami stosowanymi przez Petrarkę (czternastowierszowa struktura sonetu podzielona na dwa czterowiersze i jeden sześciowiersz), przy użyciu wyłącznie rymów żeńskich, padających na istotne dla treści sonetu słowa. W dwóch pierwszych czterowierszach układ rymów jest abba abba, na zgodnych rymach, natomiast w sześciowierszu, rozkładającym się na czterowiersz z dwuwierszową pointą, cdcd cd. Struktura wersyfikacyjna sonetu jest zgodna z jego strukturą wewnętrzną, dwóm pierwszym czterowierszom, będącym zamkniętymi całościami składniowymi, przeciwstawia się ostatni sześciowiersz, obejmujący czterowiersz z finałem dwuwierszowym, dla wzmocnienia puenty.

## Powstanie sonetu
Najprawdopodobniej wszystkie autografy sonetów Mickiewicza znajdowały się w albumie należącym do Piotra Moszyńskiego. Album ten, jak i kopia wykonana przez Bronisława Gubrynowicza, zaginęły po 1945 roku, w związku z czym nie można ustalić dokładnej daty jego powstania. Zgodnie z informacjami umieszczonymi w napisanej przez Władysława Mickiewicza przedmowie do tomu 1. paryskich „Dzieł” Mickiewicza sonety przed ich wydaniem zostały ocenzurowane przez Michaiła Kaczenowskiego, profesora Uniwersytetu Moskiewskiego, który dokonał mało znaczących poprawek oraz nie wyraził zgody na publikację jednego sonetu pod tytułem Czołobitność, z którego treści zachowały się tylko dwa wersy.

## Współczesna recepcja
Sonety krymskie w momencie ukazania się drukiem wywołały burzliwą dyskusję i niejednoznaczne oceny. Najostrzejszym ich krytykiem był Kajetan Koźmian, który w liście do Franciszka Morawskiego użył na ich określenie terminu paskudztwo, negatywnie oceniał je również Franciszek Salezy Dmochowski, natomiast pozytywnie oceniali je m.in. Maurycy Mochnacki oraz Teodozy Sierociński. Przeciwnicy uważali język sonetów za niewłaściwy, z powodu orientalizmów oraz odstępstw od norm języka literackiego, kwestionowali również formę sonetu jako nieodpowiednią dla tematu. Zwolennicy zauważyli, że cykl sonetowy stanowi romantyczny odpowiednik poematu opisowego, stanowiąc zwartą kompozycyjną całość.